# كارول كينغ
كارول كينغ (بالإنجليزية: Carol King)‏ هي ممثلة نيجيرية، ولدت في 24 يوليو 1963 في لاغوس في نيجيريا.